# Faversham and Mid Kent (circonscription du Parlement britannique)
Circonscription parlementaire de la Chambre des communes
La circonscription de Faversham and Mid Kent est une circonscription parlementaire britannique. Située dans le Kent, elle couvre des parties des boroughs de Swale et de Maidstone et inclut la ville de Faversham.
Cette circonscription est créée en 1997, à partir d'une partie de l'ancienne circonscription de Faversham et de la totalité de l'ancienne circonscription de Mid Kent. Depuis 2015, elle est représentée à la Chambre des communes du Parlement britannique par Helen Whately, du Parti conservateur, qui succède à Sir Hugh Robertson.

## Members of Parliament
| Élection | Élection | Member             | Member | Parti        |
| -------- | -------- | ------------------ | ------ | ------------ |
|          | 1997     | Andrew Rowe        |        | Conservateur |
|          | 2001     | Sir Hugh Robertson |        | Conservateur |
|          | 2015     | Helen Whately      |        | Conservateur |

## Élections

### Élections dans les années 2010
| Parti         | Parti             | Candidat      | Voix   | %     | ±     |
| ------------- | ----------------- | ------------- | ------ | ----- | ----- |
|               | Conservateur      | Helen Whately | 31,864 | 63,23 | +2.13 |
|               | Travailliste      | Jenny Reeves  | 9,888  | 19,62 | -6.48 |
|               | Libéral Démocrate | Hannah Perkin | 6,170  | 12,24 | +5.74 |
|               | Green             | Hannah Temple | 2,103  | 4,17  | +1.27 |
|               | Indépendant       | Gary Butler   | 369    | 0,73  | N/A   |
| Majorité      | Majorité          | Majorité      | 21,976 | 52,63 | 17.63 |
| Participation | Participation     | Participation | 50,394 | 69,0  | +3.5  |

| Parti         | Parti                | Candidat             | Voix   | %    | ±     |
| ------------- | -------------------- | -------------------- | ------ | ---- | ----- |
|               | Conservateur         | Helen Whately        | 30,390 | 61,1 | +6.7  |
|               | Travailliste         | Michael Desmond      | 12,977 | 26,1 | +9.9  |
|               | Libéral Démocrate    | David S. Naghi       | 3,249  | 6,5  | -0.1  |
|               | UKIP                 | Mark McGiffin        | 1,702  | 3,4  | -14.6 |
|               | Green                | Alastair Gould       | 1,431  | 2,9  | -1.0  |
| Majorité      | Majorité             | Majorité             | 17,413 | 35,0 | -1.4  |
| Participation | Participation        | Participation        | 49,749 | 65,5 | -0.4  |
|               | Conservateur retenir | Conservateur retenir | Swing  | 1.6  |       |

| Parti         | Parti                | Candidat                     | Voix   | %    | ±     |
| ------------- | -------------------- | ---------------------------- | ------ | ---- | ----- |
|               | Conservateur         | Helen Whately                | 24,895 | 54,4 | −1.8  |
|               | UKIP                 | Peter Edwards-Daem           | 8,243  | 18,0 | +14.3 |
|               | Travailliste         | Michael Desmond              | 7,403  | 16,2 | −0.4  |
|               | Libéral Démocrate    | David S. Naghi               | 3,039  | 6,6  | −13.1 |
|               | Green                | Tim Valentine                | 1,768  | 3,9  | +2.0  |
|               | Monster Raving Loony | Hairy Knorm Davidson         | 297    | 0,6  | −0.2  |
|               | Démocrates anglais   | Gary Butler[réf. nécessaire] | 158    | 0,3  |       |
| Majorité      | Majorité             | Majorité                     | 16,652 | 36,4 | −0.2  |
| Participation | Participation        | Participation                | 45,803 | 65,9 | −1.9  |
|               | Conservateur retenir | Conservateur retenir         | Swing  | -8.1 |       |

| Parti         | Parti                | Candidat             | Voix   | %    | ±     |
| ------------- | -------------------- | -------------------- | ------ | ---- | ----- |
|               | Conservateur         | Hugh Robertson       | 26,250 | 56,2 | +6.1  |
|               | Libéral Démocrate    | David S. Naghi       | 9,162  | 19,6 | +2.9  |
|               | Travailliste         | Ashok Rehal          | 7,748  | 16,6 | −12.5 |
|               | UKIP                 | Sarah Larkins        | 1,722  | 3,7  | +1.0  |
|               | Green                | Tim Valentine        | 890    | 1,9  | N/A   |
|               | National Front       | Graham Kemp          | 542    | 1,2  | N/A   |
|               | Monster Raving Loony | Hairy Knorm Davidson | 398    | 0,9  | −0.6  |
| Majorité      | Majorité             | Majorité             | 17,088 | 36,6 | +16.6 |
| Participation | Participation        | Participation        | 46,712 | 67,8 | +2.6  |
|               | Conservateur retenir | Conservateur retenir | Swing  | +1.6 |       |

### Élections dans les années 2000
| Parti         | Parti                | Candidat             | Voix   | %    | ±    |
| ------------- | -------------------- | -------------------- | ------ | ---- | ---- |
|               | Conservateur         | Hugh Robertson       | 21,690 | 49,7 | +4.1 |
|               | Travailliste         | Andrew W. Bradstock  | 12,970 | 29,7 | −5.8 |
|               | Libéral Démocrate    | David S. Naghi       | 7,204  | 16,5 | +3.0 |
|               | UKIP                 | Robert P. Thompson   | 1,152  | 2,6  | +0.6 |
|               | Monster Raving Loony | Norman W. Davidson   | 610    | 1,4  | +1.4 |
| Majorité      | Majorité             | Majorité             | 8,720  | 20,0 | 9.9  |
| Participation | Participation        | Participation        | 43,626 | 65,7 | +5.3 |
|               | Conservateur retenir | Conservateur retenir | Swing  | +4.9 |      |

| Parti         | Parti                | Candidat             | Voix   | %    | ±     |
| ------------- | -------------------- | -------------------- | ------ | ---- | ----- |
|               | Conservateur         | Hugh Robertson       | 18,739 | 45,6 | +1.3  |
|               | Travailliste         | Grahame Birchall     | 14,556 | 35,5 | −0.5  |
|               | Libéral Démocrate    | Michael Sole         | 5,529  | 13,5 | +1.1  |
|               | UKIP                 | James Gascoyne       | 828    | 2,0  | +1.1  |
|               | Green                | Penelope Kemp        | 799    | 1,9  | +1.2  |
|               | Rock 'n' Roll Loony  | Norman W. Davidson   | 600    | 1,5  | N/A   |
| Majorité      | Majorité             | Majorité             | 4,183  | 10,1 | +1.7  |
| Participation | Participation        | Participation        | 41,051 | 60,4 | -13.5 |
|               | Conservateur retenir | Conservateur retenir | Swing  | +0.9 |       |

### Élections dans les années 1990
| Parti         | Parti                                           | Candidat              | Voix   | %    | ±   |
| ------------- | ----------------------------------------------- | --------------------- | ------ | ---- | --- |
|               | Conservateur                                    | Andrew Rowe           | 22,016 | 44,4 | N/A |
|               | Travailliste                                    | Alan Stewart          | 17,843 | 36,0 | N/A |
|               | Libéral Démocrate                               | Bruce E. Parmenter    | 6,138  | 12,4 | N/A |
|               | Référendum                                      | Robin M. Birley       | 2,073  | 4,2  | N/A |
|               | Monster Raving Loony                            | Norman W. Davidson    | 511    | 1,0  | N/A |
|               | UKIP                                            | Michael J. Cunningham | 431    | 0,9  | N/A |
|               | Green                                           | David J. Currer       | 380    | 0,8  | N/A |
|               | Green Referendum Lawless Naturally Street Party | Caroline Morgan       | 115    | 0,2  | N/A |
|               | Natural Law                                     | Nigel P.J. Pollard    | 99     | 0,2  | N/A |
| Majorité      | Majorité                                        | Majorité              | 4,173  | 8,4  | N/A |
| Participation | Participation                                   | Participation         | 49,606 | 73,5 | N/A |
|               | Conservateur vainqueur (nouveau siège)          |                       |        |      |     |

## Sources
- Résultat élection, 2005 (BBC)
- Résultat élection, 1997 - 2001 (BBC)
- Résultat élection, 1997 - 2001 (Election Demon)
- Résultat élection, 1997 - 2005 (Guardian)